# Exponent (Unternehmen)
Exponent (ehemals Failure Analysis Associates) ist ein amerikanisches Beratungsunternehmen. Es untersucht Unfälle, zurückgerufene Produkte sowie Gebäude und führt vorbeugende Risikoanalysen durch.
Aufgrund von Ergebnissen von Exponent über Footballs mit zu wenig Luftdruck (Deflategate) wurde der Quarterback der New England Patriots, Tom Brady, für vier Spiele suspendiert.